# Hercostomus brevicercus
Hercostomus brevicercus är en tvåvingeart som beskrevs av Yang och Saigusa 2001. Hercostomus brevicercus ingår i släktet Hercostomus och familjen styltflugor.
Artens utbredningsområde är Yunnan (Kina). Inga underarter finns listade i Catalogue of Life.